# 外賀幸一
外賀 幸一（げか こういち、1976年4月28日 - ）は、ミヤギテレビのアナウンサー。

## 略歴・人物
山口県山口市出身。山口県立山口高等学校、青山学院大学法学部卒業後、2001年4月にミヤギテレビに入社した。
2011年1月に仙台で活動しているローカルタレントの早坂明子と結婚した事を自身がMCを務めるミヤテレスタジアムの番組内で発表した。
第44回NNSアナウンス大賞テレビ部門大賞受賞。

## 担当番組
- ミヤギnews every.・スポーツコーナー
- スポーツ中継（サッカー、プロ野球、全日本大学女子駅伝・実況、リポーター）
- NNNミヤギテレビニュース

## 過去の担当番組
- ちょっとブレイクタイム
- Newsリアルタイムミヤギ スポーツコーナー
- ミヤテレスタジアム・メインキャスター